# Templeton (village)
Pour les articles homonymes, voir Templeton.
Templeton est une ancienne municipalité de village de l'Outaouais, au Québec, ayant existé de 1920 à 1975.
La rivière Blanche et le lac Beauchamp sont au cœur du développement du secteur. Aujourd'hui encore, la dynamique citoyenne du secteur se développe principalement autour de leurs berges, notamment par le biais de la Corporation d'aménagement de la rivière Blanche.

## Géographie

### Situation géographique
La municipalité du village de Templeton est située au sud de la région administrative de l'Outaouais, dans le sud-ouest du Québec. Avant la fusion municipale de 1975, elle est bordée au nord et à l'est par la municipalité de canton de Templeton-Est, par la municipalité de canton de Templeton-Ouest au nord-ouest, par la ville de Gatineau à l'ouest et par la rivière des Outaouais au sud.

### Hydrographie
Le secteur Templeton comprend quatre points d'eau d'importance. 
- La rivière Blanche traverse le secteur sur plusieurs kilomètres.
- La baie McLaurin[2] couvre la berge sud-est du secteur entre les boulevard Lorrain et de l'Aéroport. La baie est accessible par le petit parc des pêcheurs à l'extrémité est de la rue Notre-Dame ainsi que par le parc Martin-Larouche, plus à l'ouest[3].
- Le parc du Lac-Beauchamp est l'hôte d'une multitude d'activités urbaines de la ville de Gatineau.

### Parcs et espaces verts

#### Parc du Lac-Beauchamp
Le parc du Lac-Beauchamp est un centre de récréation nautique et de plein air situé à l'extrême ouest du secteur Templeton. Il appartient à la ville de Gatineau. À l'origine, ce lac s'appelait le "Lac de la mine" en raison de la présence d'une mine de silice au sud du lac. 
« Une usine de broyage et concassage se trouvait à l'emplacement actuel du pavillon d'accueil, où on extrayait le quartz pour former un sable de silice qui servait à la fabrication de verre. La plage du lac s'est fromée par l'accumulation des déchets minéraux. La mine a cessé ses activités vers 1945, et le lac est alors devenu un dépotoir, jusque dans les années 1970, date où l'on en fit un parc récréatif. »
La corporation d´aménagement de la rivière Blanche (CARB) est un regroupement de citoyens bénévoles résidents du secteur Templeton dont la mission est « La gestion de projets communautaires d'aménagement en environnements urbains sur les territoires résidentiels, industriels et agricoles de la grande ville de Gatineau, avec pour objectif la préservation et la valorisation de l'environnement». Depuis sa fondation en 2004, la corporation a entrepris deux projets principaux : le Parc fluvial de la rivière Blanche et le Parc écologique Dalton.

#### Parc fluvial de la rivière Blanche
Le parc fluvial de la rivière Blanche est un sentier récréatif multifonctionnel qui longe les berges de la rivière Blanche sur un peu plus d’une dizaine de kilomètres dans le secteur Templeton de Gatineau. Dans le but de rehausser l’expérience, trois ponts couverts de type Town élaboré ont été construits pour traverser la rivière Blanche grâce à l’implication de plusieurs bénévoles et entreprises du secteur. 
Le pont Brabant-Philippe a été construit une première fois en 2007 : il était considéré comme le premier pont couvert du XXIe siècle en Amérique du Nord. Cependant, il a été rasé par un incendie criminel le 31 décembre 2011. Avec l’aide de la ville de Gatineau, un second pont a été construit en 2015. Finalement, le parc devrait comprendre cinq ponts couverts ; il en compte déjà trois.

#### Parc écologique Dalton
Le parc écologique Dalton est un projet d’aménagement et de rénovation d’une ancienne ferme pour des fins d’éducation et de divertissement. Situé au coin de la montée Dalton et du boulevard Saint-René dans le secteur Templeton, le parc de 17 acres de terres agricoles et boisées comprendra, à son achèvement, un jardin communautaire, un parc floral, une érablière et sa cabane à sucre, un verger, un pavillon d'accueil, une école d'époque et une maison ancestrale.

## Histoire
En 1807, le canton de Templeton est créé et est concédé à Archibald McMillan. À cette époque, Archibald McMillan possède un peu plus de 5 000 hectares de terre dans le secteur, dont la moitiè du canton de Templeton. 
La scierie McLaurin, située sur la baie McLaurin (du nom des propriétaires de la scierie), fournira du travail aux résidents du secteur jusque dans les années 1930. Reliée au chemin de fer grâce à une voie secondaire, cette industrie était construite à la jonction de la rivière Blanche et de la rivière des Outaouais, dans la portion sud-est de Templeton. 
En 1861, le canton de Templeton possède son propre bureau de poste, du nom de son maître de poste, M. Dunning.
En 1886, le canton de Templeton est divisé pour former Templeton-Ouest et Templeton-Est.

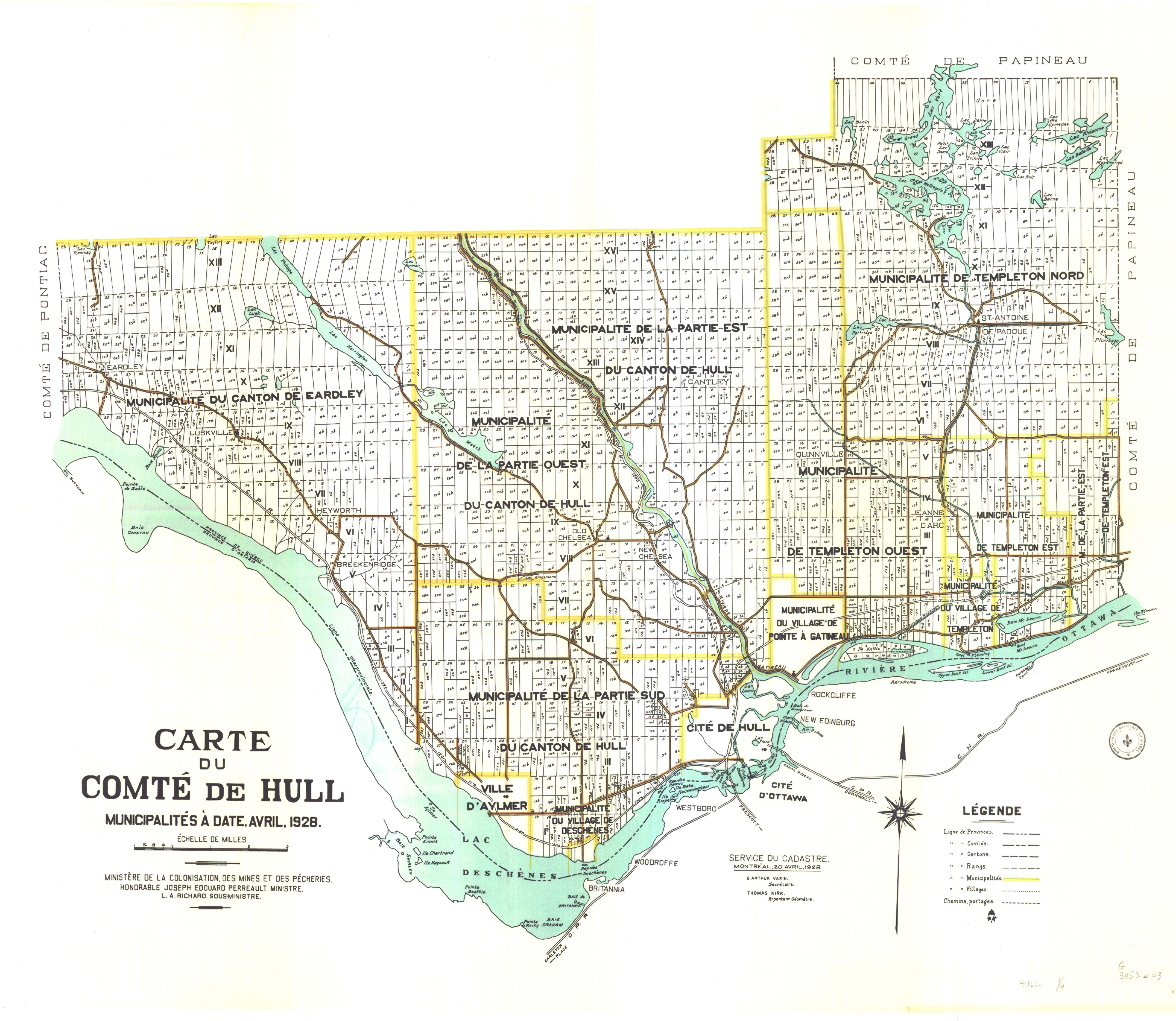
Carte du comté de Hull en 1928 dans sa portion méridionale.

En 1920, le village de Templeton et Templeton-Est-Partie-Est se détachent de Templeton-Est. Il est la combinaison des portions Dunning et Sainte-Rose et comptait à l'époque plus de 400 habitants. C'est cette portion qui représente le secteur de Templeton d'aujourd'hui.
En 1975, les villes de Pointe-Gatineau, Gatineau et Touraine, le village de Templeton ainsi que les municipalités de Templeton-Ouest, Templeton-Est et Templeton-Est-Partie-Est fusionnent pour former la ville de Gatineau.
Ces deux photographies sont de Champlain Marcil. La première photo (prise en 1947) présente le presbytère de la paroisse de Sainte-Rose-de-Lima, la portion francophone du canton de Templeton ; la seconde photo (prise en 1947) présente l'église de cette même paroisse. Les deux bâtisses, construites au début du XXe siècle, sont toujours fonctionnelles.

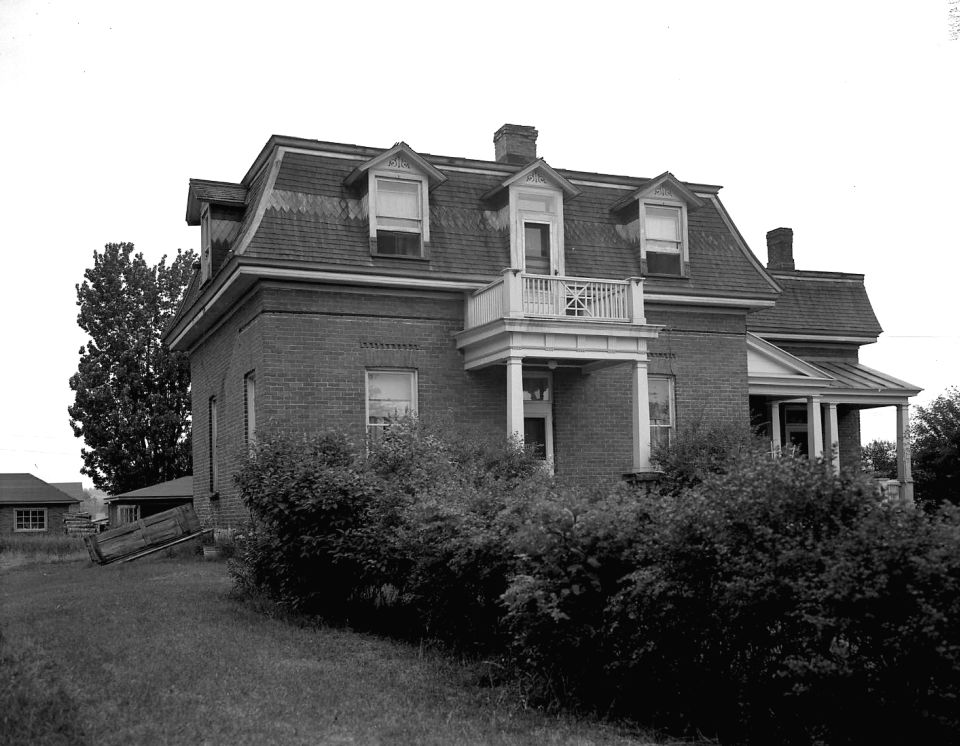
Presbytère de la paroisse de Sainte-Rose-de-Lima en 1947.
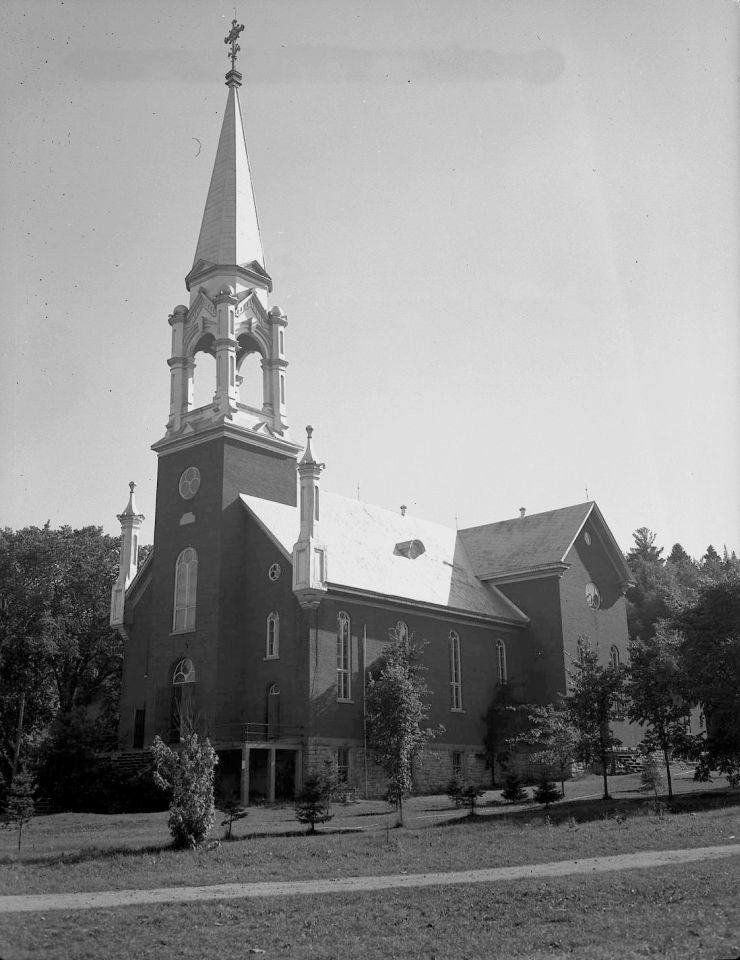
L'église de la paroisse de Sainte-Rose-de-Lima en 1947.

## Politique et administration
| Nom                        | Période de fonction | Période de fonction |
| Nom                        | Début               | Fin                 |
| -------------------------- | ------------------- | ------------------- |
| John Stewart               | 4 mars 1920         | 1er septembre 1924  |
| Émile Victor Désy          | 1er septembre 1924  | 1er septembre 1929  |
| Jean Beauchamp             | 1er septembre 1929  | 12 avril 1929       |
| Émile Victor Désy          | 12 avril 1929       | 17 décembre 1934    |
| J. Ulderic Leclerc         | 17 décembre 1934    | 19 mai 1936         |
| J.E. Campeau               | 26 mai 1936         | 14 mai 1941         |
| Marie-Joseph Schingh       | 14 mai 1941         | 14 mai 1947         |
| Russell Williams           | 14 mai 1947         | 19 mai 1953         |
| David Mitchell             | 19 mai 1953         | 7 juillet 1958      |
| Jean-Paul Hurtubise        | 7 juillet 1958      | 15 mai 1961         |
| Lucien Dumais              | 15 mai 1961         | 12 mai 1965         |
| Roger Traversy             | 12 mai 1965         | 12 mai 1967         |
| Jean Lorrain               | 15 mai 1967         | 5 février 1970      |
| François Leclerc           | 9 février 1970      | 1er janvier 1975    |
| Source : Ville de Gatineau |                     |                     |

## Évolution démographique
| 1921 | 1931 | 1941 | 1951  | 1956  | 1961  | 1966  | 1971  |
| ---- | ---- | ---- | ----- | ----- | ----- | ----- | ----- |
| 428  | 822  | 949  | 1 717 | 2 475 | 2 965 | 3 267 | 3 694 |